# Nationaal park Priëlbroesje
Het Nationaal park Priëlbroesje (Russisch: Национальный парк «Приэльбрусье») is een Russisch nationaal park in de Kaukasus. Het werd in 1986 gesticht, maar is veel langer bekend onder  toeristen, onder meer door de aanwezigheid van de hoogste Europese berg, de Elbroes. Naar deze berg is het park vernoemd.

## Geschiedenis
Het gebied is al sedert 1930 populair vanwege de recreatiemogelijkheden.  Wetenschappelijk onderzoek aan de gletsjers begon ook in de jaren 1930, door wetenschappers van de Sovjet Academie der Wetenschappen. In 1961 werd een Geografisch Instituut opgericht om de toppen van Tsjeget en Terskol te observeren. In 1964 opende de universiteit van Moskou er een permanent onderzoekscentrum. Pas later is er oog gekomen voor het behoud van het gebied.

## Geografie
Het Nationaal park ligt in het stroomgebied van de Baksan. Gletsjers bedekken 155 vierkante kilometer, oftewel 15,3 procent van de oppervlakte van het park en voeden de verschillende beken, meren en rivieren van het park. De Elbroes heeft twee toppen, van respectievelijk 5.621 en 5.612 meter boven de zeespiegel. Geologen vermoeden dat de Elbroes 10 miljoen jaar geleden is ontstaan en ongeveer 1.500 tot 2.000 jaar geleden zijn laatste uitbarsting had. Het vulkanisch verleden van de regio is op verschillende plaatsen zichtbaar. Zo verspreiden verschillende bronnen een geur van zwavel en zijn er warmwaterbronnen, waarvan het water het gehele jaar temperaturen van meer dan 20 °C bereikt. Deze mineraalrijke bronnen zouden een geneeskrachtige werking hebben.

## Vegetatie
In het park bevinden zich duidelijk onderscheidbare vegetatiezones. Van ongeveer 3.000 tot 3.500 meter boven de zeespiegel groeien vooral korstmossen, maar ook bijvoorbeeld  een soort steenbreek (Saxifraga vinnica). In de alpiene zone, tussen 2.700 en 3.000 meter boven de zeespiegel, groeit korte vegetatie met voornamelijk grassen. Lager, in de subalpiene weiden, groeien meer struiken, grassen en bloemplanten. Hier treft men ook de Kaukasische rhododendron (Rhododendron caucasicum) aan.  
In de lagere gelegen montane bossen domineren berkensoorten (Betula spec.) en dennensoorten (Pinus kochiana, P. sylvestris). Bijzonder is de zeldzame berk Betula raddeana, een relict uit het Tertiair (ongeveer 65 miljoen jaar geleden). 
In de  bossen vindt men paddenstoelen alsook diverse vruchten: bosaardbeien (Fragaria vesca), bosbessen (Vaccinium myrtillus), zwarte bessen (Ribes nigrum) en frambozen (Rubus idaeus).

## Fauna
In het park leven onder meer een gemzensoort (Rupicapra rupicapra caucasica),  wilde berggeiten, de Kaukasische toer (Capra caucasica) en de wolf (Canis lupus). Kleinere zoogdieren in het park zijn onder meer de bosmuis (Apodemus sylvaticus) en veldmuizen (Microtus spec.). Grotere zoogdieren zijn de lynx (Lynx lynx), de bruine beer (Ursus arctos) en het wild zwijn (Sus scrofa). 
Zes vogelsoorten die op de Russische Rode Lijst van bedreigde diersoorten staan en in het park voorkomen zijn het Kaukasisch korhoen (Lyrurus mlokosiewiczi), de sakervalk (Falco cherrug), de steenarend (Aquila chrysaetos), de slechtvalk (Falco peregrinus), de keizerarend (Aquila heliaca) en de lammergier (Gypaetus barbatus). Andere vogels zijn onder meer de grote kruisbek (Loxia pytyopsittacus), de distelvink (Cardeulis carduelis), de grote gele kwikstaart (Motacilla cinerea) en de Euraziatische oehoe (Bubo bubo). Tijdens de trek passeren onder andere de knobbelzwaan (Cygnus olor), de krakeend (Anas strepera), de wintertaling (Anas crecca) en de kraanvogel (Grus grus).
Reptielen en amfibieën in het park zijn bijvoorbeeld de Kaukasische adder (Vipera kaznakovi), de Europese knoflookpad (Pelobates fuscus), de Europese boomkikker (Hyla arborea) en  de kikkersoort Rana macrocnemis. Verder komt er de beekforel (Salmo trutta fario) voor.

## Historische monumenten
Tijdens de Tweede Wereldoorlog probeerden Duitse troepen vergeefs de Kaukasus door te steken. Bij de strijd in 1943 vielen talloze slachtoffers aan beide kanten, maar veel van de soldaten zijn nooit begraven en ondergesneeuwd. In 1971 zijn een speciaal oorlogsmuseum en monument voor deze soldaten gebouwd, op 3.500 meter boven de zeespiegel, bereikbaar per kabelbaan. Vanaf dit punt kunnen bezoekers een 360-graden panorama van de Elbroes zien. Het museum trekt zo'n 9.000 gasten per jaar.

## Toerisme
Het park is verdeeld in drie zones. Bezoekers worden niet toegelaten tot de strikt beschermde zone; deze is gereserveerd voor beperkt wetenschappelijke onderzoek. In de matig beschermde zone zijn wetenschappers en toeristen van harte welkom. De derde zone is bedoeld voor gereglementeerd  recreatief gebruik en hier zijn  hotels, campings, restaurants en wegen. Bewoners mogen hier hooien en hun kuddes laten grazen.
Binnen het park zijn vele toeristenvoorzieningen en Elbroes is een populaire plaats, in de winter voor skiërs en in de zomer voor wandelaars. Er zijn tal van wandelpaden in het park en routes voor alpinisten, al dan niet ondersteund door een van de lokale outdooragentschappen. Er zijn pistes van uiteenlopende moeilijkheidsgraad en mogelijkheden voor heliskiën. Kabelbanen en stoeltjesliften brengen bezoekers omhoog. Ondanks de zonering is het een voortdurende zorg van de beheerders om het toerisme te combineren met het behoud van flora en fauna. Door educatie probeert men bezoekers er toe te brengen dat ze zich beperken tot de paden en het gebied schoonhouden. 
Het park is per auto en bus te bereiken, vanuit Naltsjik, de hoofdstad van Kabardië-Balkarië (3 uur) en Mineralnye Vody (4 uur).